# Cinizmus
A cinizmus eredetileg az ókori görög cinikusok filozófiai iskoláját jelentette.
Jelenleg a szó olyan személyek nézeteire utal, akik szerint kizárólag önös érdekek mozgatják az embereket, és nem hajlandók az emberi őszinteségre, erényre és altruizmusra építeni. Gyakran pejoratív értelemben használatos.
Görög-latin eredetű szó. Jelentheti a cinikus ember világnézetét, vagy cinikus cselekedetet, viselkedést, léha játékot komoly és/vagy szent dolgokkal.